# Danse Manatee
Danse Manatee är Animal Collectives andra album, utgivet under gruppnamnet Avey Tare, Panda Bear and Geologist (pseudonymer för David Portner, Noah Lennox och Brian Weitz). Albumet spelades in på många olika platser, bland annat hos Portners föräldrar, ett hus som bandet delade i Brooklyn Heights, Weitz campusrum och vid en radiostation. För att skapa albumets ljudbild använde sig av gitarrer, synthesizer, sampling och de slagverk som fanns tillgängliga.
Det återutgavs 2003 tillsammans med Spirit They're Gone, Spirit They've Vanished på FatCat Records under gruppnamnet Animal Collective.

## Låtlista
1. "A Manatee Dance"  – 1:02
2. "Penguin Penguin"  – 2:15
3. "Another White Singer (Little White Glove)"  – 1:58
4. "Essplode" – 3:23
5. "Meet the Light Child"  – 8:44
6. "Runnin the Round Ball"  – 2:07
7. "Bad Crumbs"  – 1:43
8. "The Living Toys"  – 7:48
9. "Throwin the Round Ball"  – 1:35
10. "Ahhh Good Country"  – 8:18
11. "Lablakely Dress"  – 2:38
12. "In the Singing Box"  – 5:36